# Ołeksandr Nazarczuk
Ołeksandr Wołodymyrowycz Nazarczuk, ukr. Олександр Володимирович Назарчук (ur. 1 lutego 1989 w Łucku) – ukraiński piłkarz, grający na pozycji pomocnika.

## Kariera piłkarska

### Kariera klubowa
Wychowanek szkółki piłkarskiej w Łucku oraz Dynama Kijów. 7 sierpnia 2006 debiutował w trzeciej drużynie Dynama. Potem występował w drugiej i rezerwowej drużynie. 1 września 2009 został wypożyczony do Wołyni Łuck. Latem 2010 przeszedł do łotewskiego klubu JFK Olimps/RFS.

### Kariera reprezentacyjna
Występował w reprezentacjach Ukrainy U-17 oraz Ukrainy U-19.